# Школа № 1530 «Школа Ломоносова»
Государственное бюджетное общеобразовательное учреждение города Москвы «Школа № 1530 «Школа Ломоносова» (сокращенно — ГБОУ Школа № 1530 "Школа Ломоносова) — Школа основанное на базе Средней школы № 367 района Сокольники ВАО города Москвы в 1994 году. С 1994 года — ассоциированная школа ЮНЕСКО.

## Концепция и особенности

### В образовательном процессе
Обучение в Школе изначально и до сих пор является бесплатным. В старших классах реализуется система индивидуальных учебных планов.
В октябре 2014 года произошло присоединение двух школ и пяти детских садов, расположенных на территории района Сокольники. Это сделало школу самой большой в районе Сокольники.

Предпрофессиональные и профильные классы:
7 - 9 классы:
- Математическая вертикаль;
- Естественно-научная вертикаль;
- ИТ-вертикаль.

10 - 11 классы:
- Инженерный класс
- ИТ-класс
- Медицинский класс
- Предпринимательский класс
- Новый педагогический класс
- Матемтическая вертикаль Плюс

### Музеи гимназии
В Школе функционируют пять музеев:
- Музей М. В. Ломоносова;
- Музей истории вычислительной техники (входит в каталог Музеев России)[1].
- Музей «Память», посвященный памяти 17-го гвардейского минометного полка и истории российского военного флота.
- Музей А. С. Пушкина (в здании Пушкинского дома)
- Музей Серебряного века (в здании Пушкинского дома)

### Театры Школы
В Школе функционируют четыре театра:
- Театр-студия «ГЛОБУС», продолжающая стиль и традиции знаменитого театра Вильяма Шекспира;
- Театр-студия «Русский театр», продолжающий традиции русского академического театра;
- Французский театр «Л’Алюэтт» (на французском языке);
- Театр на немецком языке.

### Экспериментальная деятельность
- Школа является многолетней экспериментальной площадкой Академии Повышения Квалификации и Профессиональной подготовки работников образования (АПКиППРО);
- Школа является организатором и местом проведения семинаров и конференций для слушателей курсов, проводимых Московским Институтом Открытого образования (МИОО);
- Школа является базовой школой для проведения педагогической практики Московского Гуманитарного Педагогического института (МГПИ);
- Школа является базовой площадкой для разработки и апробирования инновационных образовательных методик МГПИ (например, методики достижения прогнозируемого результата);
- В Школе постоянно функционирует психологическая лаборатория, созданная совместно с Московским Психолого-педагогическим университетом;
- Школа входит в состав Университетского округа, образованного на базе Московского психолого-педагогического университета.

### Архитектурные достопримечательности
Здание Школы («Пушкинский дом») носит имя А. С. Пушкина и размещается в уникальном историческом здании, построенном к столетию со дня рождения поэта под патронажем его сына А. А. Пушкина.

### Ломоносовские чтения
Ежегодно в Школе проводятся регулярные Ломоносовские чтения — открытая международная (пока в рамках СНГ) детская научно-практическая конференция.

### Награды Гимназии
- Сертификат о членстве в Ассоциации школ ЮНЕСКО, 1994 г.;
- Диплом победителя конкурса «Школа года — 1996»;
- Диплом победителя конкурса «Школа года — 1997»;
- Диплом Академии повышения квалификации и переподготовки кадров МО РФ за экспериментальную работу;
- Ломоносовская грамота Президиума международного Ломоносовского фонда за активное участие в пропаганде Ломоносовских традиций в области науки, культуры и образования, 2001 год;
- Диплом победителя конкурса «Лучшая школа Москвы — 2004»;
- Диплом победителя конкурса среди образовательных учреждений, реализующих инновационные программы в рамках приоритетного национального проекта «Образование» в 2007 году;
- Многочисленные кубки за победы спортивных первенствах города Москвы и ВАО, грамоты за победы на Олимпиадах города Москвы;
- 8 ноября 2011 года гимназия вошла в официальный рейтинг лучших школ Москвы, заняв в нём 53-е место, и получила от столичных властей грант Мэра Москвы в 5 миллионов рублей[3];
- В 2012 году снова вошла в официальный рейтинг лучших школ Москвы, став Лауреатом гранта Мэра Москвы)[4].

### Руководство Гимназии
- 1994—2017 — Кузнецова Евгения Викторовна;
- 2017—2018 — Гончарова Светлана Валерьевна;
- 2019—н.в.   — Рябинина Ирина Герольдовна.

### Педагогический коллектив
Имеются учителя с кандидатской степенью, Заслуженные учителя России, почётные работники образования. Педагоги ГШЛ входили в упраздненный ныне Федеральный Экспертный совет Министерства Образования РФ, ежегодные Медальные комиссии. Многие учителя являются членами экспертных комиссий по проверке ЕГЭ.
Традиционно учителя ГШЛ ставят на сцене Гимназии Новогодний и выпускной учительские капустники, ставшие отличительной чертой ГШЛ, и называемые «Училки-Шоу».
Одной из самый старых традиций гимназии (с 1988 г.) является ежегодный турслет в Абрамцево.